# 渤健
渤健公司（Biogen Inc）是一所位於美國麻塞諸塞州劍橋的生物科技公司，專門從事神經系統疾病、自體免疫性疾病和癌症藥物的開發。建立於2003年，由Biogen 與 Idec 合併而成。

## 歷史
1978年，肯尼斯·穆雷、菲利普·夏普、沃特·吉爾伯特與查爾斯·威斯曼（Charles Weissmann）等人在日內瓦成立 Biogen 公司。
1986年，艾弗·羅伊斯頓（Ivor Royston）與霍華·賓道夫（Howard Birndorf），在加州聖地牙哥，成立 IDEC 公司。
2003年，合併 Biogen 與 Idec 兩間公司所組成。
2016年12月20日，Biogen董事會宣布批准Biogen將血友病業務分拆成立獨立上市公司Bioverativ，預計2017年2月1日完成交割。
2018年1月21日賽諾菲（Sanofi）以每股105美元現金，斥資116億美元，收購美國同業Bioverativ。
2019年3月5日，Biogen以每股25.5美元、總值8.77億美元收購英國基因療法公司Nightstar Therapeutics plc ADR（NITE）。

## 外部連結
- 官方网站 （中文）
- 官方网站 （英語）
- - Biogen的商業數據：Google Finance
  - Yahoo! Finance
  - Reuters
  -  SEC filings